# Épinette (instrument de musique)
Pour les articles homonymes, voir Épinette.
 (novembre 2019).
Si vous disposez d'ouvrages ou d'articles de référence ou si vous connaissez des sites web de qualité traitant du thème abordé ici, merci de compléter l'article en donnant les références utiles à sa vérifiabilité et en les liant à la section « Notes et références ».
L'épinette (autrefois : espinette), est un instrument de musique à cordes pincées et à clavier de la famille des clavecins ; dans cette famille d'instruments, les cordes sont pincées par des sautereaux actionnés par les touches. L'épinette est en fait un clavecin dont les cordes sont plus ou moins obliques par rapport au clavier.

## Terminologie
Ce nom vient de la France méridionale et de l'Italie. Cet instrument serait construit avec du bois d'épinette, qui n'est autre que de l'épicéa ; lequel est beaucoup utilisé en lutherie pour ses qualités de résonance. La terminaison en « ette » ne serait pas un diminutif, mais une francisation de l'italien « spinetta ».
De fait, le terme « épinette » désigne des instruments de formes différentes et demeure assez mal défini : selon les lieux et/ou les époques, il peut en effet faire double emploi avec « virginal » ou « clavecin ».
Jusque vers 1630, il désigne des instruments de forme oblongue (rectangulaire ou polygonale). À partir de cette date apparaît une forme en aile d'oiseau inclinée qui connaît un essor important, surtout en Angleterre.
En Italie, seul le mot « spinetta » est utilisé.
En France, jusqu'au XVIIe siècle, les mots « épinette » et « clavecin » sont à peu près synonymes.
En Angleterre, aux Pays-Bas et en Allemagne septentrionale à la même époque, c'est le terme « virginal » qui était employé pour les instruments, avec un plan rectangulaire comme triangulaire.
L'épinette était très répandue en même temps que le clavecin en Europe de la fin du XVe jusqu'au XVIIIe siècle. Le terme clavecin ou épinette était utilisé indifféremment. Dans les textes anciens, il n'y a pas d'usage strict, le terme épinette désigne en France le clavecin jusqu'au XVIIIe siècle. En Flandres, au XVIIe siècle, un virginal se nommait épinette.

## Disposition en plan
Il y a deux types d'épinettes du fait d'une disposition différente du plan de cordes par rapport au « bâton » de touche du clavier, ce qui influe sur la forme du coffre.
- Italienne : 10 degrés
- Française : 25 degrés

### Épinetteà l'italienne
L'épinette à l'italienne est de forme pentagonale, de construction légère, et possède deux chevalets vibrants, dont celui de gauche, rectiligne, peut être barré. Rarement rectangulaire elle ressemble par la forme dans ce cas au virginal au muselaar, à l'ottavino. Dans tous ces instruments le sommier est placé à droite du coffre et suit souvent le dessin du chevalet en esse. De plus le clavier a des leviers de touche dont la longueur double du grave à l'aigu ; il en découle que le point de balance dans le grave peut être visible au placage de la touche.[réf. nécessaire]

### Épinette à la française ou clavecin traverso
L'épinette à la française ou clavecin traverso, dite en aile d'oiseau (de l'allemand) : la construction est en général franco-flamande, le plan – plus ramassé – est proche de celui d'un clavecin, mais avec un seul rang de cordes. Cette épinette possède un seul chevalet vibrant comme le clavecin et le clavicytherium, Le sillet est fixé sur un sommier rectiligne, planté de chevilles, placé au-dessus du clavier. Le clavier possède des leviers de touche de longueurs égales comme le clavecin.[réf. nécessaire]

### Épinette anglaise
En Angleterre, surtout au XVIIIe siècle, l'épinette est un instrument très en vogue ; elle est construite sur le même plan, avec 61 notes, de fa à fa, ou parfois seulement 60 notes, le premier fa# manquant. Certains instruments ont une étendue de sol à sol. Les facteurs de cette époque sont Thomas Hitchcock, James Scouler, Neil Stewart (Edimbourg), Archibald Pringle, John Harris, Johannes Relfe, Thomas Hancock. James Kirckman a aussi réalisé quelques épinettes mais il était surtout facteur de clavecins. La décoration des épinette anglaises est très proche de celle des clavecins anglais, le piètement étant un piètement à balustre, voire fait de simples tréteaux, la caisse n'étant jamais peinte mais recouverte de bois de placage, souvent de la loupe de noyer.[réf. nécessaire]
Stephanus Keene (Londres) a aussi produit de très belles épinettes dont il reste un certain nombre d'exemplaires originaux en état (avec une tessiture souvent de Si grave à ré aigu). La plus connue est sans doute celle faite vers 1715 avec son apprenti Karolus Brackley. Elle a 56 notes de Sol à Mi sans les dièses extrêmes. L'originale signée des deux facteurs a séjourné au Royaume-Uni. Elle se trouve aujourd'hui préservée au Carolina Music Museum (USA)[réf. nécessaire]

## Citation

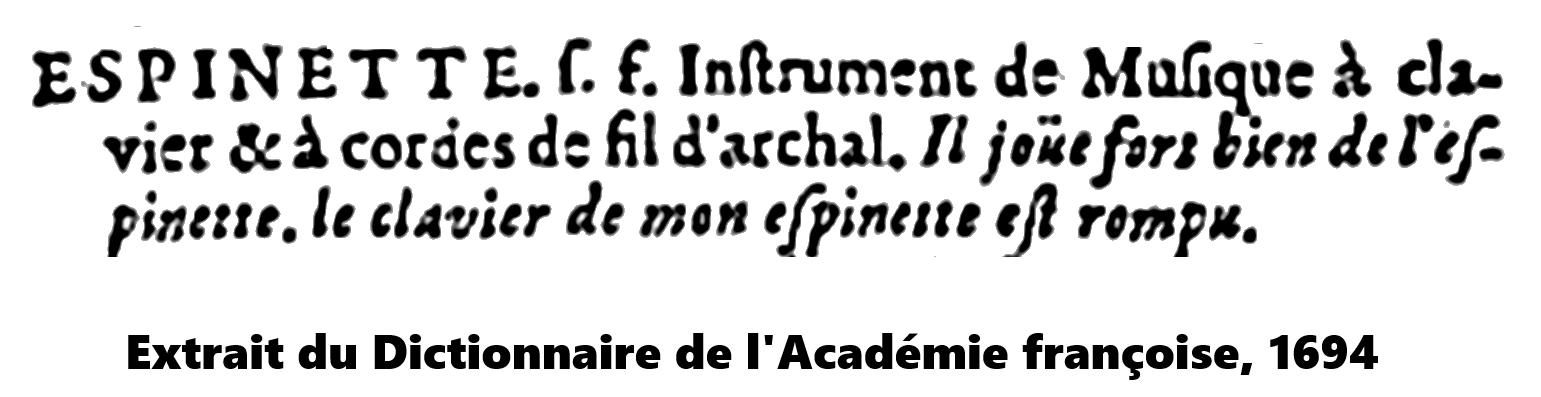
Définition de 1694 de l'espinette.

« Le clavecin est une espèce d'espinette dans une autre disposition du clavier. Ce nom a été donné, à cause de ces petites pointes de plumes qui tirent le son des cordes, qui ressemblent à des épines. »

— Furetière, 1690.